# Higashiyoshino (Nara)
Higashiyoshino (東吉野村 Higashiyoshino-mura?) es una villa localizada en la prefectura de Nara, Japón. En julio de 2019 tenía una población estimada de 1.506 habitantes y una densidad de población de 11,4 personas por km². Su área total es de 131,65 km².

## Geografía

### Localidades circundantes
- Prefectura de Nara
  - Uda
  - Yoshino
  - Kawakami
  - Soni
  - Mitsue
- Prefectura de Mie
  - Matsusaka

## Demografía
Según datos del censo japonés, la población de Higashiyoshino ha disminuido en los últimos años.
| Año del censo | Población |
| ------------- | --------- |
| 1995          | 3.336     |
| 2000          | 2.909     |
| 2005          | 2.608     |
| 2010          | 2.143     |
| 2015          | 1.745     |